# Mathias Lauda
Mathias Lauda (Salzburgo, 30 de Janeiro de 1981) é um automobilista austríaco filho do tricampeão mundial de F1, Niki Lauda. Correu em 2005 na GP2 Series pela equipe Coloni.

## Registros naGP2 Series
| Ano  | Equipe            | No. | Corridas | Poles | Vitórias | Pontos | Posição final |
| 2005 | Coloni Motorsport | 16  | 23       | 0     | 0        | 3      | 21°           |